# 西澳表演藝術學院
西澳表演藝術學院（英語：Western Australian Academy of Performing Arts；簡稱：WAAPA）是伊迪斯科文大學（ECU）、澳大利亞聯邦及西澳州政府皆十分關注發展的高等學府。他們認為，西澳需要一座能負起業界表率、符合產業發展需求、表演水準能與國際比美等重任的教育機構以招募更多的優秀學子前往深造。
WAAPA座落於澳大利亞西澳的曼羅利校區（與西澳府城－伯斯中央商業區相距15分鐘車程；和校內的PGSB屬同一校區），被認為是澳大利亞師資最卓越的演藝學校之一。所提供師資遍及演技、音樂劇、導演、舞蹈、爵士樂、流行音樂、古典音樂、藝術管理、製作設計和廣播，接受聯邦與州政府資金的大力支持，並廣泛接納各國學子前往交流。

## WAAPA的表演熱季
成立WAAPA的另一項要旨，是使自學生至專業表演者皆能於學院最現代亦最健全的表演舞台上練習，並從中得以一心專注於專業訓練，最後於舞台上充分展現演練的成果。另外，WAAPA每年上演數百餘場的公開表演，表演題材多元；校內各系學生和教師皆全員參與籌備及演出。

## 教育設施
WAAPA校內目前有8處允許近距離表演的公開演藝場地：
- Geoff Gibbs劇院（270個座席）
- 室內圓形劇場（130個座席）
- 音樂廳（165個座席）
- 露天圓形劇場
- Enright工作室
- 編舞工作室
- 爵士樂工作室
- 設備最先進的音樂工作室（1間）
- 音樂數位化工作室（1間）
- 服裝設計與剪裁室（4間）
- 可用於排演、編劇與編舞的場地（12處）
- 專門收藏視覺和表演藝術書籍的圖書館（1座）
- 多處展覽空間
- 多間兼具傳播與製作功能的媒體工作室

## 師資
WAAPA在決議校內的學術職位時，除了相關的學歷與專業資格之外，實際專業經驗、業界歷練和聲譽也是師資聘任前的候選要件。此外，該學院每年皆自國內外邀請業界著名人士前往伯斯擔任駐校藝術家，促進專業人士與院內學生的交流，並提昇學子於製作與表演上的視野與專注力。

## 著名校友
- Andrew Bibby (actor)
- Jeremy Callaghan
- Jarrod Carland
- Dustin Clare
- 馬汀·克魯斯
- 查梅因·德拉贡
- Lucy Durack
- 休·傑克曼
- Hélène Joy
- Lisa McCune
- 蒂姆·明钦
- 法蘭西絲·歐康娜
- Taryn Onofaro
- Paul Paddick
- Eddie Perfect
- 多米尼克·珀塞尔
- Kris Stewart (director and producer)
- Pria Viswalingam

## 外部連結
- WAAPA官方網站*WAAPA科系列表
- （页面存档备份，存于）
- 《休·傑克曼前進的腳步》－Connoisseurs Gallery雜誌[永久]